# Arthenas
Arthenas è un comune francese soppresso e frazione del dipartimento del Giura nella regione della Borgogna-Franca Contea. Dal 1º gennaio 2016 si è fuso con i comuni di Essia, Saint-Laurent-la-Roche e Varessia per formare il nuovo comune di La Chailleuse di cui è capoluogo.

## Società

### Evoluzione demografica
Abitanti censiti